# Matale
Matale (syng. මාතලේ, tamil. மாத்தளை) – miasto w Sri Lance, w prowincji Środkowa.